# 静岡県道325号宇布見浜松線
静岡県道325号宇布見浜松線（しずおかけんどう325ごう うぶみはままつせん）は静岡県浜松市中央区を通る県道である。

## 概要

### 路線データ
- 陸上距離：10.8km
- 起点：浜松市中央区雄踏町宇布見（静岡県道62号浜松雄踏線、静岡県道49号細江舞阪線交点）
- 終点：浜松市中央区城北三丁目（国道257号交点）

## 歴史
- 1960年4月1日 認定

## 重複区間
- 静岡県道48号舘山寺鹿谷線（浜松市中央区富塚町 - 浜松市中央区富塚町・浜商西交差点）

## 特徴
宇布見字西ヶ崎 - 宇布見字小山間は道が狭く、東行きの一方通行である。この区間はかつて静岡県道62号浜松雄踏線であったが、バイパスの完成に伴い路線変更された。富塚町交差点より西側は浜松市内の県道の中では高低差が大きく、沿線風景も山間地の集落を思わせるものがある。
なお起点側から終点に向かう場合、浜商西交差点で重複区間から静岡県道48号舘山寺鹿谷線との単独区間に戻るが、それを示す案内標識は道路上に存在しない。どちら側に進んだとしても約1km程で国道257号へと合流出来る上、国道とのそれぞれの合流地点は500mも離れていない。

## 通過する自治体
- 静岡県
  - 浜松市（中央区）

## 接続路線
- 静岡県道62号浜松雄踏線
- 静岡県道49号細江舞阪線
- 静岡県道65号浜松環状線
- 静岡県道48号舘山寺鹿谷線
- 国道257号